# Cut from Stone
Cut from Stone es el cuarto álbum de estudio de la banda noruega de thrash metal Susperia. Al igual que en sus otros trabajos, hay una clara influencia de Testament en su música.

## Lista de canciones
Todas las letras escritas por Pål "Athera" Mathiesen.
| N.º | Título              | Duración |  |
| 1.  | «More»              | 3:33     |  |
| 2.  | «Lackluster Day»    | 3:22     |  |
| 3.  | «The Clone»         | 4:14     |  |
| 4.  | «Distant Memory»    | 6:55     |  |
| 5.  | «Release»           | 4:44     |  |
| 6.  | «Life Deprived»     | 4:23     |  |
| 7.  | «Between the Lines» | 3:35     |  |
| 8.  | «Bound to Come»     | 3:45     |  |
| 9.  | «Under»             | 4:09     |  |
| 10. | «Brother»           | 3:16     |  |
| 11. | «Cut from Stone»    | 5:11     |  |

## Créditos
Susperia
- Athera – voz.
- Cyrus – guitarra principal.
- Elvorn (Christian Hagen) – guitarra rítmica.
- Memnock – bajo.
- Tjodalv – batería.

Producción
- Rune Tyvold – arte de portada.

## Historial de lanzamiento
| País    | Fecha              |
| ------- | ------------------ |
| Noruega | 2 de abril de 2007 |
| Europa  | 9 de abril de 2007 |